# Reconvilier
Reconvilier ist eine politische Gemeinde im Verwaltungskreis Berner Jura des Kantons Bern in der Schweiz. Der frühere deutsche Name Rokwiler wird heute nicht mehr verwendet.

## Geographie
Reconvilier liegt auf 731 m ü. M., 13 km westsüdwestlich des Orts Moutier (Luftlinie) und 11 km nördlich von Biel/Bienne. Das Dorf erstreckt sich in der Talniederung der Birs, im breiten Becken des Juralängstals Vallée de Tavannes.
Die Fläche des 8,2 km² grossen Gemeindegebiets umfasst einen Abschnitt des westlichen Teils des Vallée de Tavannes, das bei Reconvilier eine Breite von 3 km aufweist. Zwischen den Flussläufen der Birs und des linken Zuflusses Trame befinden sich mehrere kleine Hügel, darunter der Haut de Spont (828 m ü. M.) und der Châtillon (822 m ü. M.). Ganz im Westen reicht das Gebiet in einem schmalen Zipfel in die Forêt de Chaindon. Südlich der Birsniederung erstreckt sich das Gemeindegebiet bis auf die Jurakette des Montoz, welcher das gesamte Vallée de Tavannes auf seiner Südseite flankiert. Auf der Höhe des Montoz wird mit 1312 m ü. M. der höchste Punkt von Reconvilier erreicht. Von der Gemeindefläche entfielen 1997 12 % auf Siedlungen, 42 % auf Wald und Gehölze und 46 % auf Landwirtschaft.
Zu Reconvilier gehören der Weiler Chaindon (769 m ü. M.) auf einem Geländevorsprung des Haut de Spont westlich des Dorfes sowie mehrere Einzelhöfe. Nachbargemeinden von Reconvilier sind Tavannes, Saicourt, Saules, Loveresse, Valbirse und Péry-La Heutte.

## Bevölkerung
| Bevölkerungsentwicklung | Bevölkerungsentwicklung |
| Jahr                    | Einwohner               |
| ----------------------- | ----------------------- |
| 1850                    | 361                     |
| 1900                    | 1730                    |
| 1910                    | 2139                    |
| 1930                    | 2133                    |
| 1950                    | 2397                    |
| 1960                    | 2567                    |
| 1970                    | 2784                    |
| 1980                    | 2410                    |
| 1990                    | 2369                    |
| 2000                    | 2417                    |
| 2022                    | 2425                    |

Mit 2464 Einwohnern (Stand 31. Dezember 2023) gehört Reconvilier zu den grossen Gemeinden des Berner Juras. Von den Bewohnern sind 82,7 % französischsprachig, 6,9 % deutschsprachig und 3,0 % italienischsprachig (Stand 2000). Die Bevölkerungszahl von Reconvilier stieg insbesondere in der zweiten Hälfte des 19. Jahrhunderts markant an. Nach einem Höchststand um 1970 wurde im nachfolgenden Jahrzehnt infolge der Wirtschaftskrise ein Rückgang um 13 % verzeichnet. Seit 1980 pendelt die Einwohnerzahl im Bereich von 2400 Personen.

## Politik
Bei den Nationalratswahlen 2023 betrugen die Wähleranteile in Reconvilier (in Klammern die Veränderung im Vergleich zu den Wahlen 2019 in Prozentpunkten): SVP 39,84 % (+0,77), SP 21,52 % (+5,26), FDP 12,32 % (+4,20), EVP 8,01 % (+2,45), Grüne 7,21 % (−2,83), EDU 4,72 % (+0,31), glp 2,53 % (−0,34), Mitte 2,08 % (−5,38), SD 0,46 % (−0,31).

## Wirtschaft

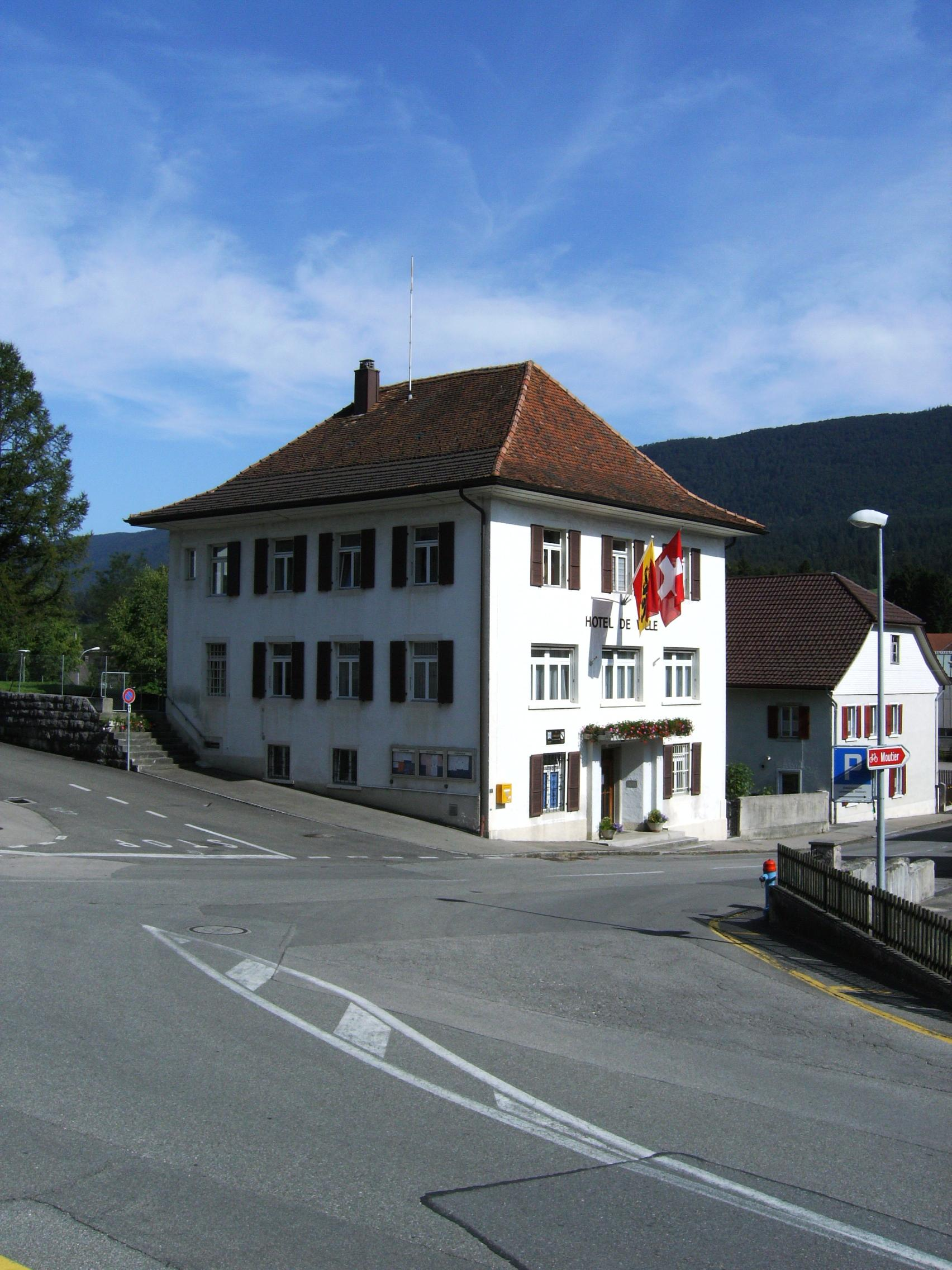
Ehemalige Kommunalverwaltung von Reconvilier

Reconvilier war bis um die Mitte des 19. Jahrhunderts ein landwirtschaftlich geprägtes Dorf, danach hat es sich rasch zur Industriegemeinde entwickelt. Heute arbeiten nur noch 3 % der Erwerbstätigen in der Landwirtschaft. Mit der Industrialisierung siedelten Maschinen- und Uhrenfabriken im Dorf an. Seit 1855 spielt die Giesserei Boillat eine wichtige Rolle, das heute zum Buntmetall-Konzern Baoshida Swissmetal gehörende Werk bietet rund 400 Arbeitsplätze an. Im Februar 2006 war Reconvilier das Zentrum eines für Schweizer Verhältnisse ausserordentlich heftigen Arbeitskampfs um die geplante Schliessung der Giesserei.
In Reconvilier findet jeweils am ersten Montag des Septembers ein bedeutender Landwirtschaftsmarkt statt, die sogenannte Foire de Chaindon.

## Verkehr
Die Gemeinde ist verkehrsmässig gut erschlossen. Sie liegt an der rege befahrenen Hauptstrasse von Delémont nach Tavannes. Am 3. April 2017 wurde die Autobahn A16 eröffnet. Sie verbindet das schweizerische Nationalstrassennetz mit dem französischen Autobahnnetz. Am 16. Dezember 1876 wurde die Eisenbahnstrecke von Court nach Tavannes mit einem Bahnhof in Reconvilier eingeweiht. Ferner wird das Dorf auch durch die Buslinie von Tavannes via Bellelay nach Lajoux und Les Genevez bedient.

## Geschichte

Luftbild (1949)

Bereits zur Römerzeit führte eine wichtige Strasse von Aventicum (Avenches) über den Pass von Pierre Pertuis nach Augusta Raurica, die auch das Gemeindegebiet von Reconvilier querte. Das Dorf gehört zu den ältesten des Vallée de Tavannes. Es wird schon 884 unter dem Namen Roconis villare erstmals schriftlich erwähnt als Besitz der Abtei Moutier-Grandval. Später erscheinen die Bezeichnungen Roconovillare (962) und Reconwilier (1181); es sind auch mehrere deutsche Namensformen überliefert: Reckwiler, Rokwiler und Rogwiler. Der Ortsname geht vermutlich auf den germanischen Personennamen Roca zurück.
Durch eine Schenkung kam Reconvilier 1225 an das Kloster Bellelay. Am 12. April 1777 zerstörte ein Dorfbrand zahlreiche Häuser. Von 1797 bis 1815 gehörte Reconvilier zu Frankreich und war anfangs Teil des Département Mont-Terrible, das 1800 mit dem Département Haut-Rhin verbunden wurde. Durch den Entscheid des Wiener Kongresses kam der Ort 1815 an den Kanton Bern zum Bezirk Moutier.
1905 bis 1910 war Aimé Tièche der erste sozialdemokratische Grossrat von Reconvilier und der dritte Vertreter der Partei im Berner Grossen Rat aus dem Berner Jura.

## Sehenswürdigkeiten
Der heutige Bau der reformierten Pfarrkirche von Chaindon wurde 1739 errichtet. Er steht auf den Fundamenten des mittelalterlichen Vorgängerbaus der bereits 962 erwähnten Kapelle Saint-Léonard. Die 1924–1926 renovierte Kirche besitzt eine wertvolle Orgel aus dem Jahr 1850 sowie eine Glocke aus der Abtei Bellelay. Bis 1928 bildete Tavannes mit Reconvilier zusammen die Pfarrei Tavannes-Chaindon, seither heisst die Kirchgemeinde Reconvilier-Chaindon. Das Schulhaus mit Glockenturm wurde 1912 im Heimatstil erbaut.

## Bilder

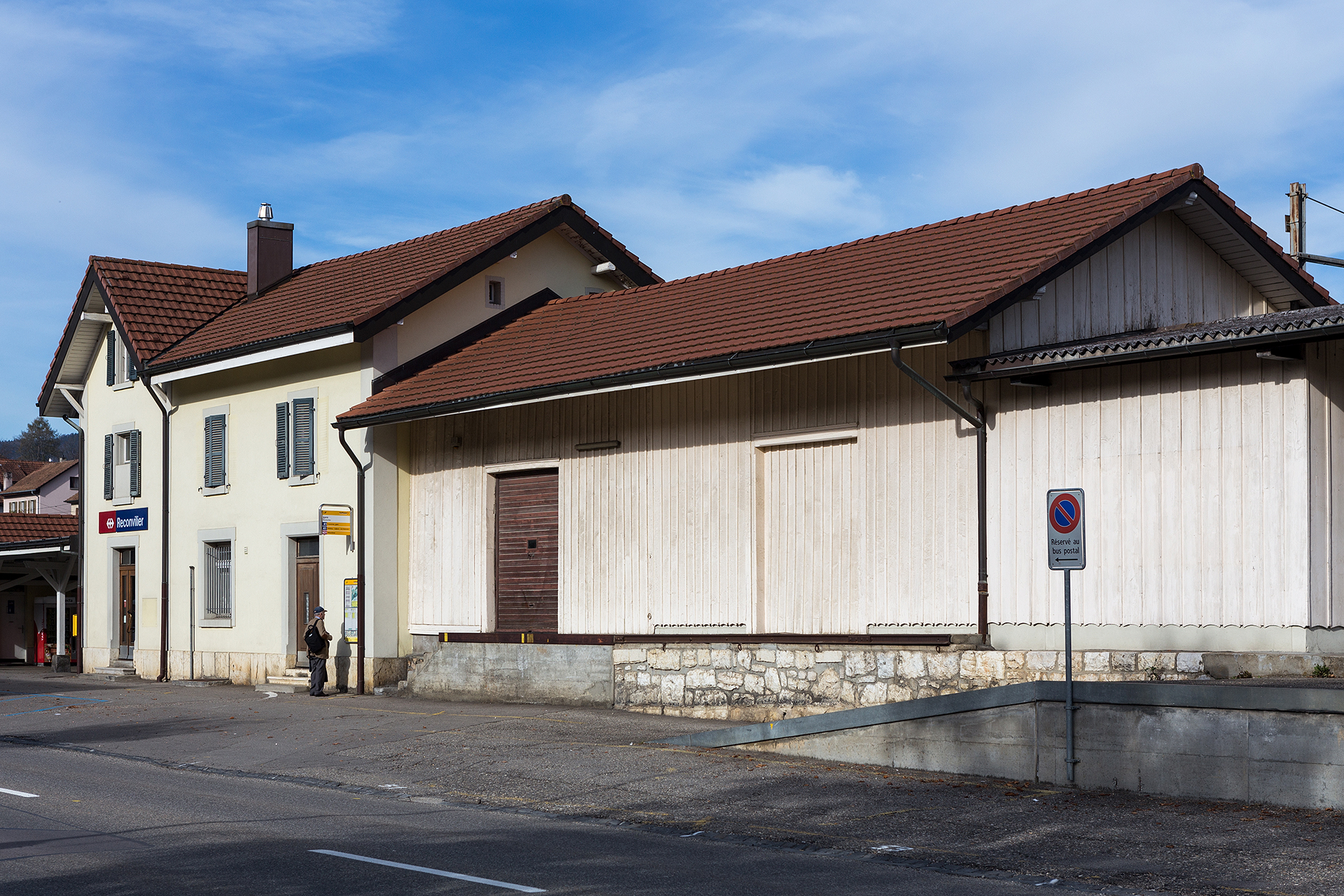
Bahnhof
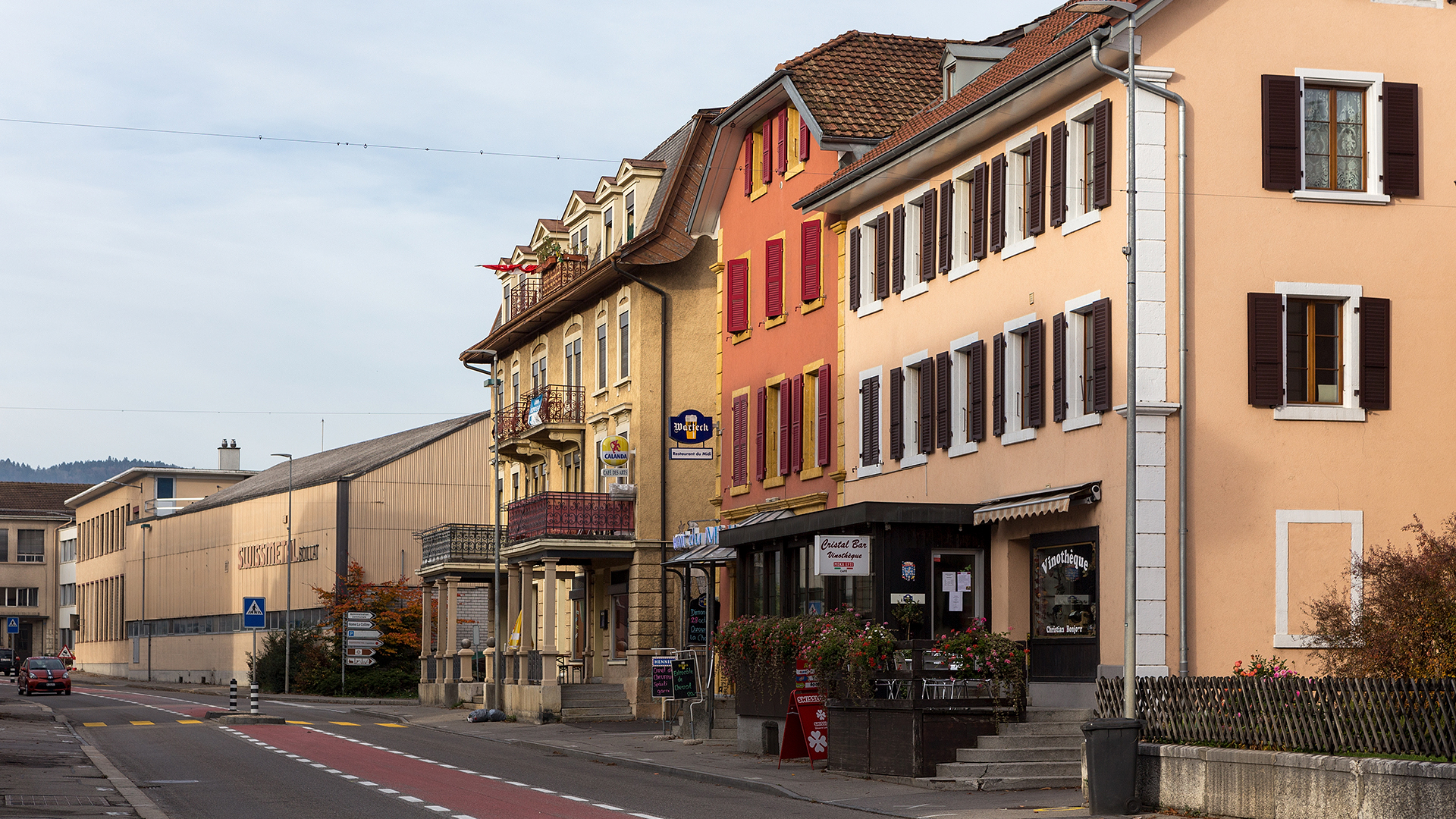
Grand-Rue
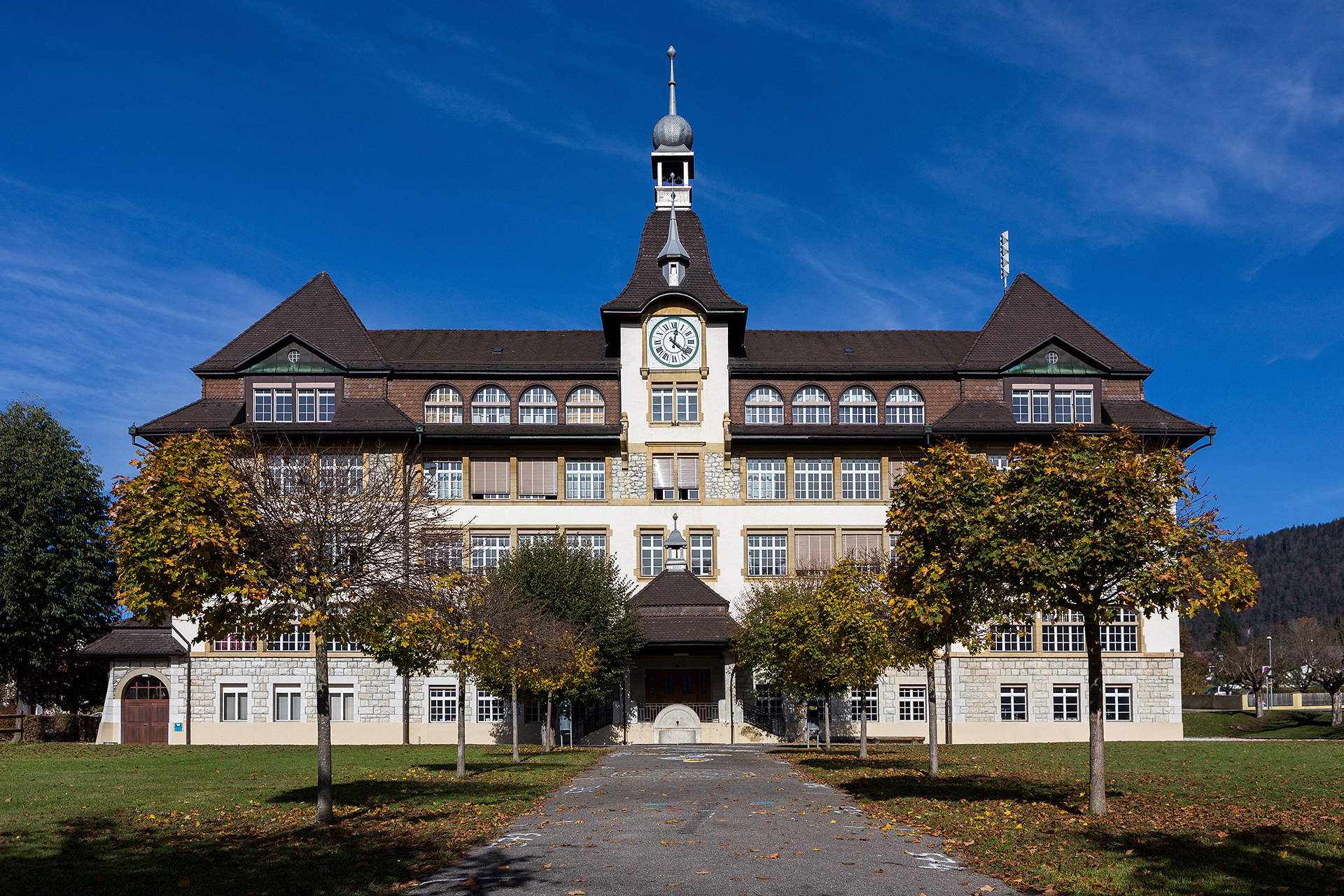
Primarschulhaus
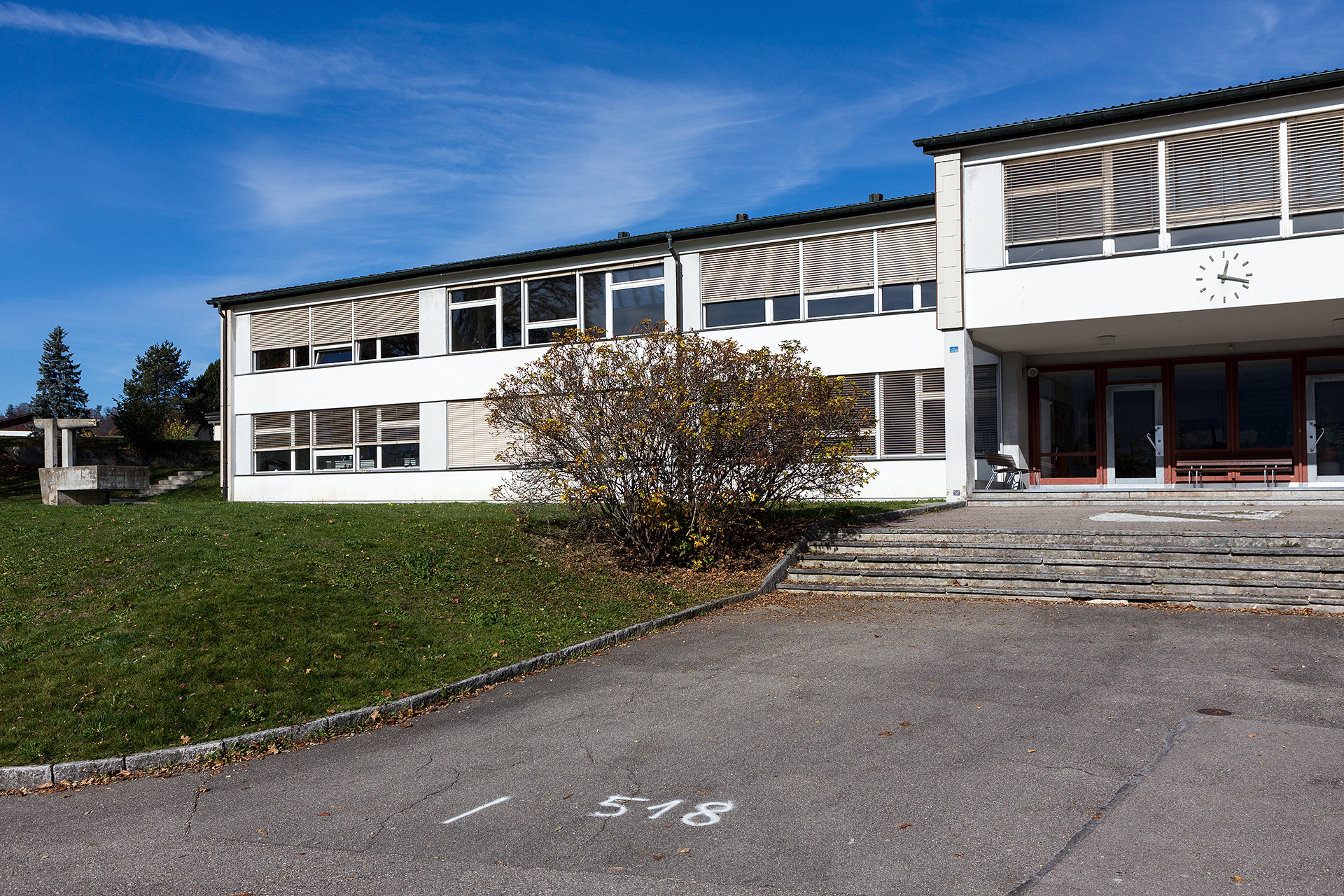
Sekundarschulhaus
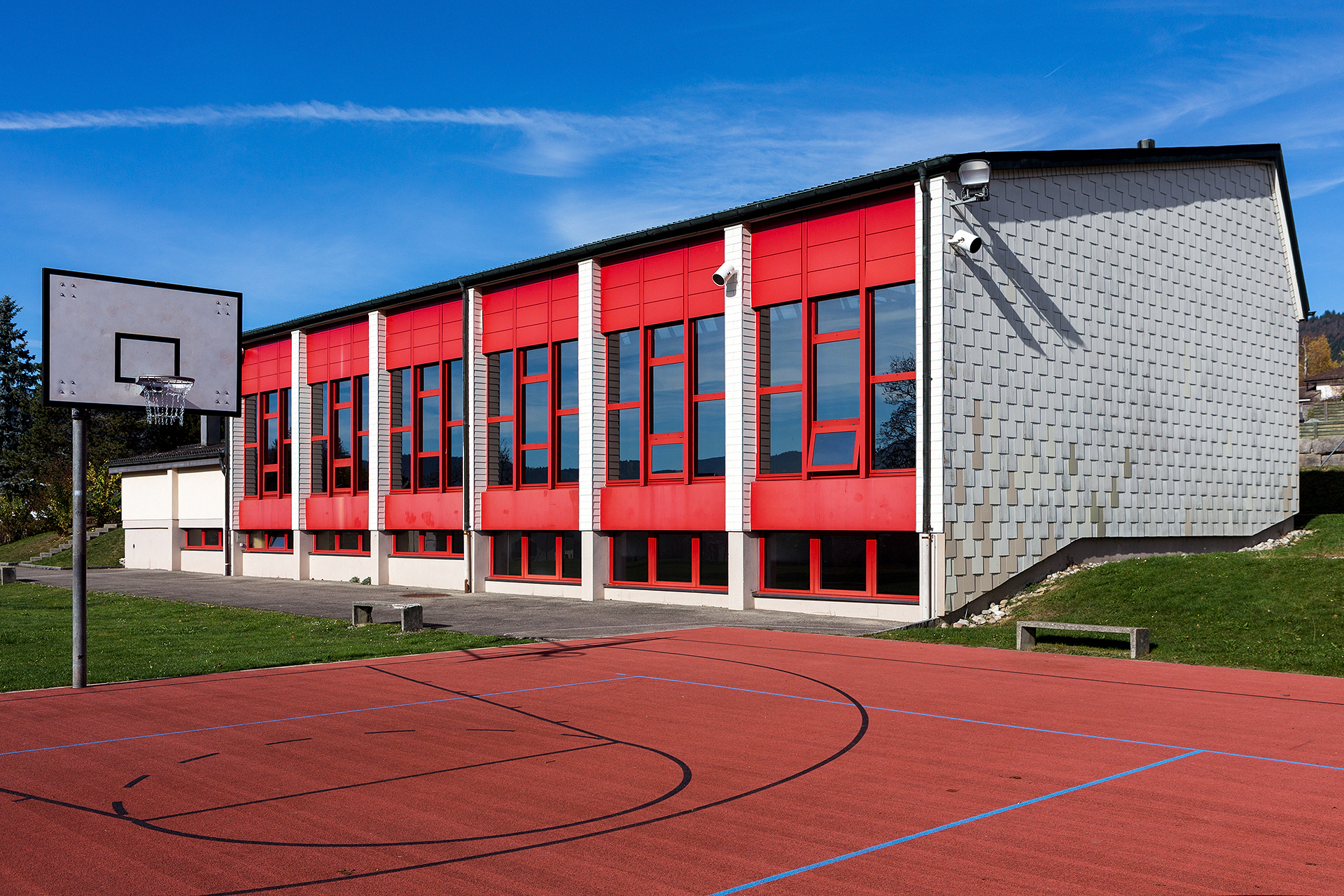
Turnhalle, Sekundarschule
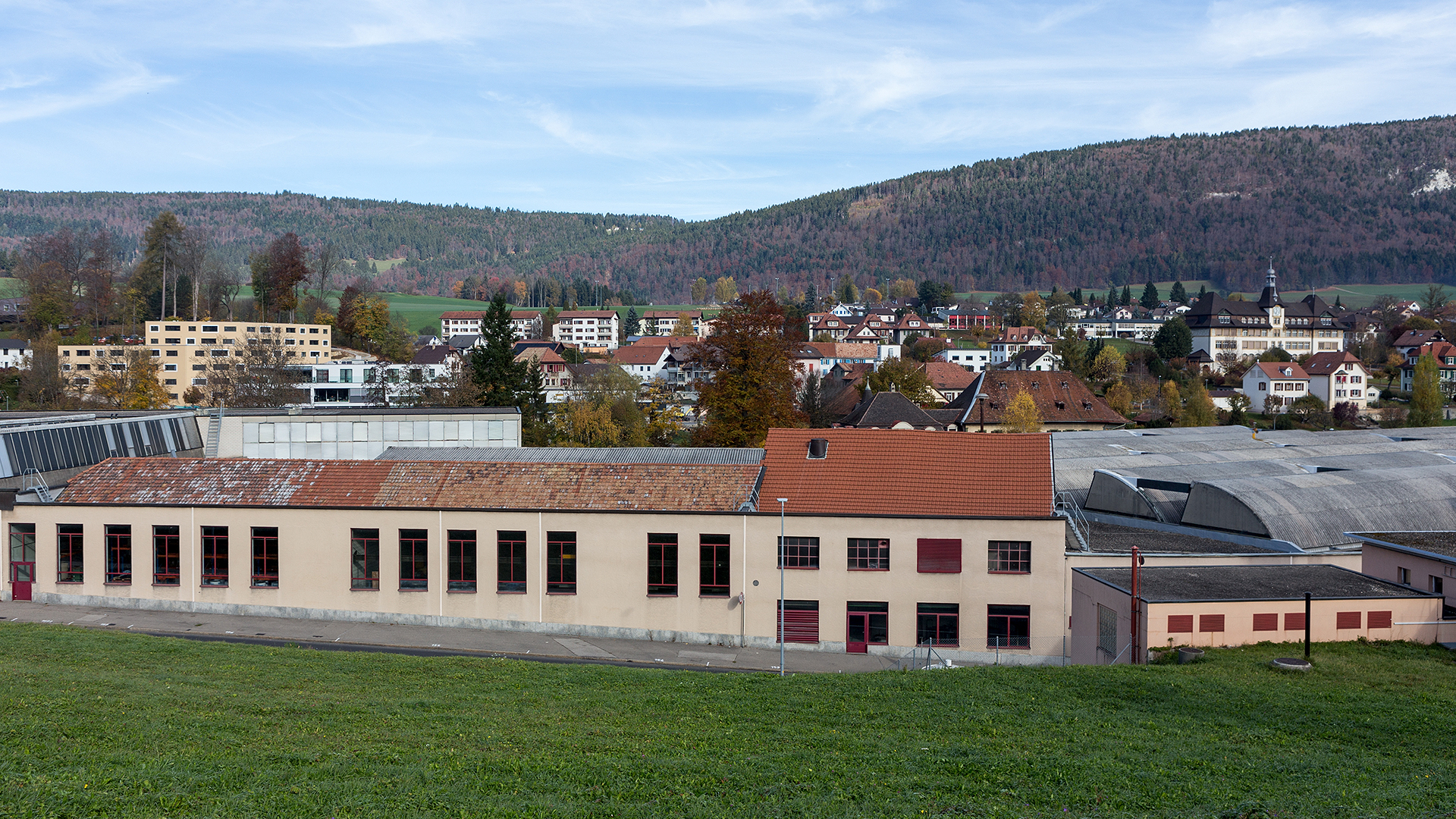
Teilansicht von Reconvilier
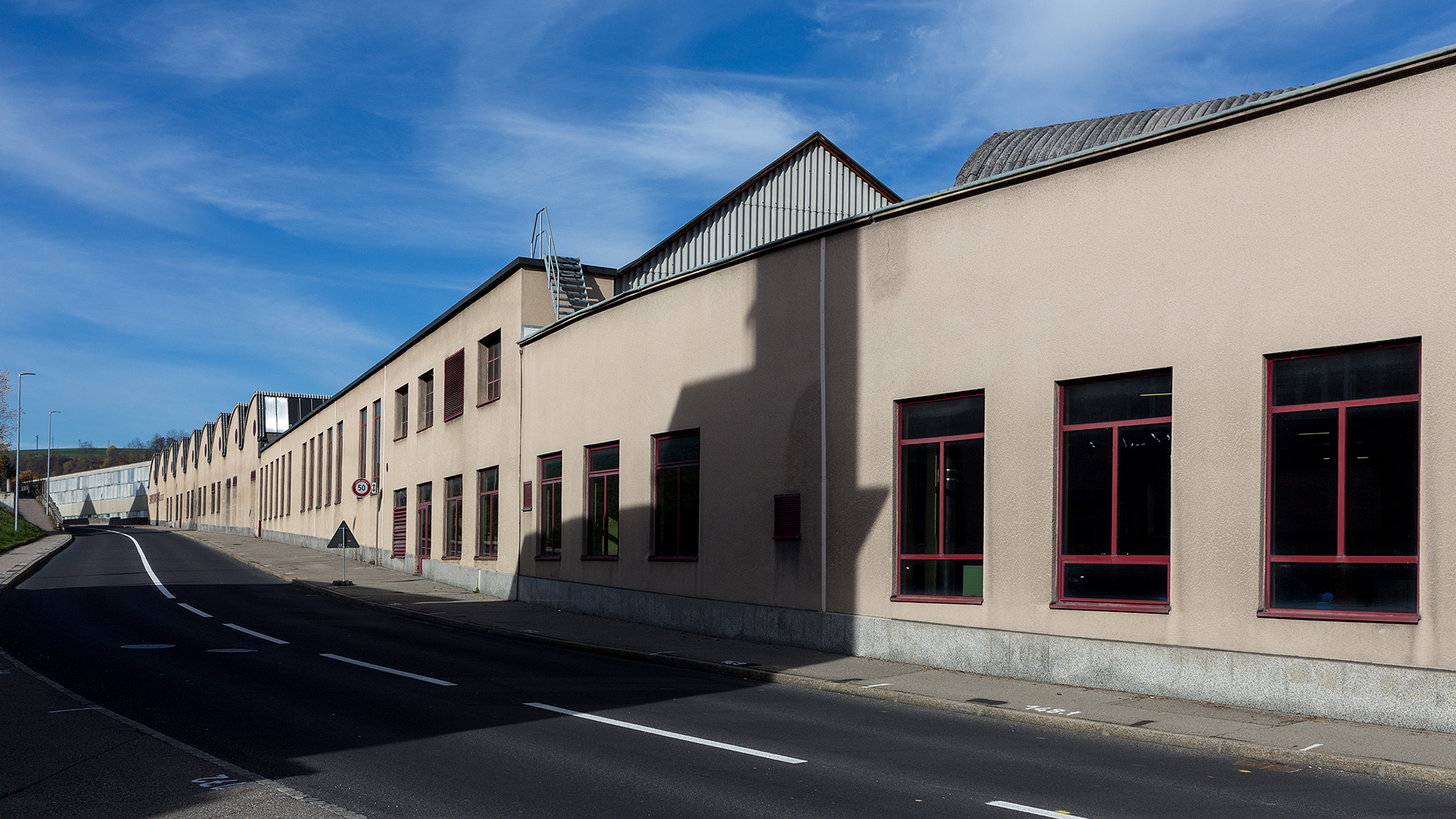
Baoshida Swissmetal
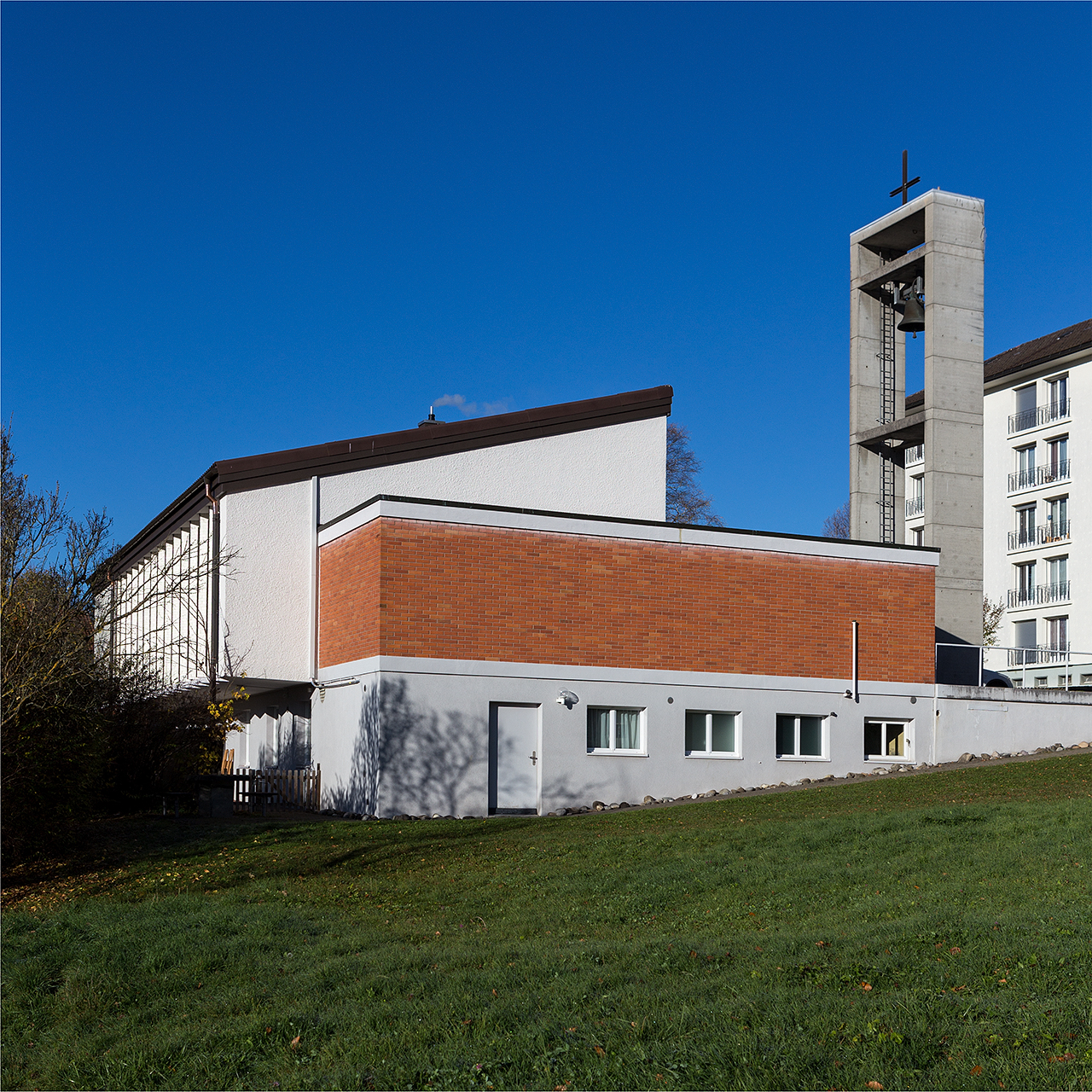
Katholische Kirche
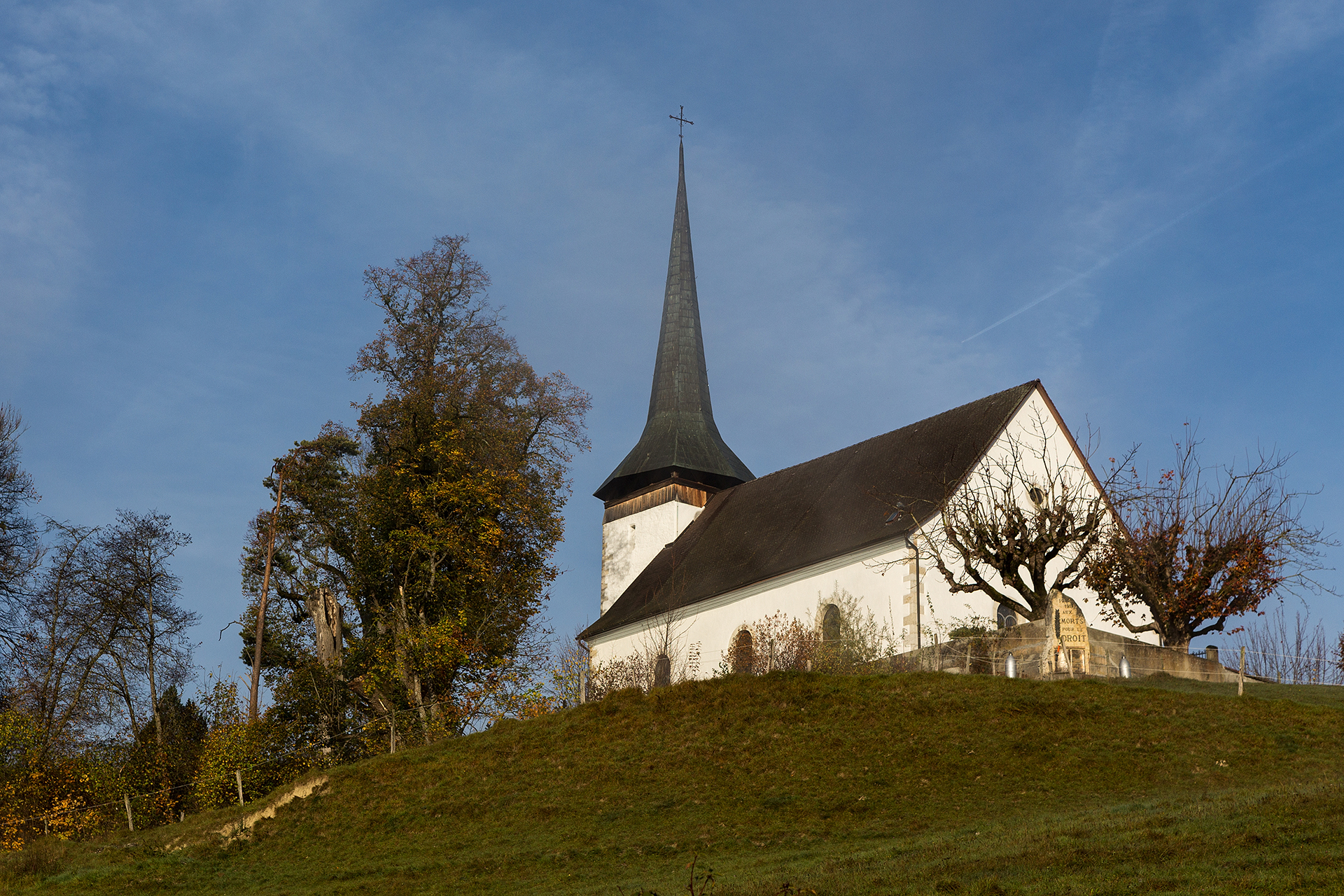
Kirche im Weiler Chaindon
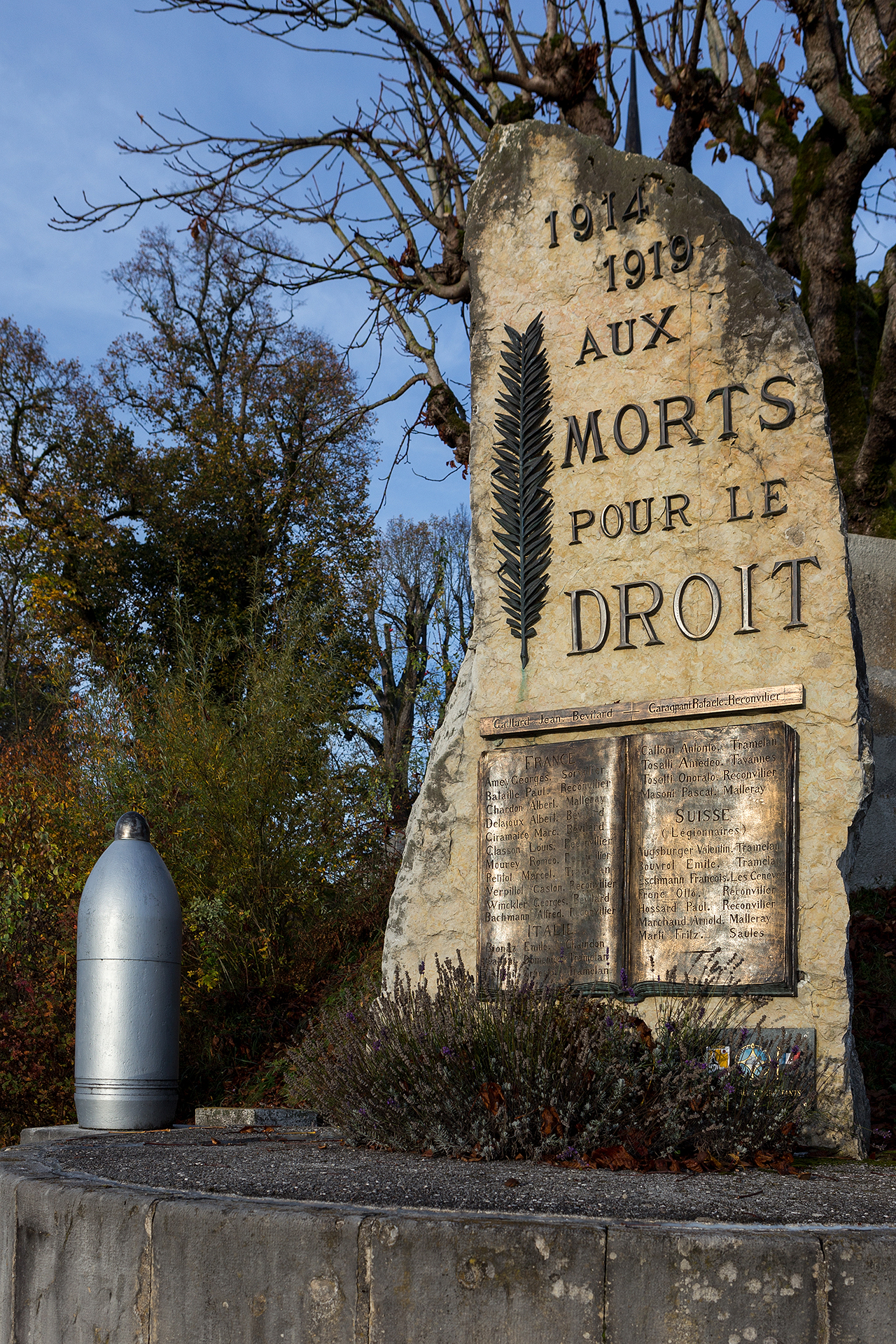
Gedenkstätte Erster Weltkrieg

## Persönlichkeiten
- Joseph Candolfi (1922–2011), Geistlicher und römisch-katholischer Weihbischof in Basel
- Georges Louis Ruedin (1870–1935), Uhrenfabrikant